# Ecliptopera deflavata
Ecliptopera deflavata là một loài bướm đêm trong họ Geometridae.